# Лак за косу (филм из 2007)
Лак за косу (енгл. Hairspray) је амерички мјузикл из 2007. године. Оригинални аутор Џон Вотерс је написао и режирао комедију Лак за косу (1988), који је касније адаптиран у хит бродвејски мјузикл и овај музички филм. 

## Радња филма
3. мај 1962. године. Трејси Тернблад (Ники Блонски), пуначка, средњошколка која живи у Балтимору у Мериленду, излази из своје куће („Добро јутро Балтиморе”) и проведе дан досадно у школи пре него што она и њена најбоља другарица Пени Пинглтон (Аманда Бајнс) моћи ће да гледа свој омиљени „Корни Колинс Шоу” на ТВ-у.
Трејси Тернблад не жели да настави посао своје мајке Едне Тернблад, која ради као перачица и не излази из куће већ 10 година, због комплекса због вишка килограма. Трејси сања да постане позната. Сваки пут након школе, она жури кући да гледа „Корни Колинс Шоу” на ТВ-у и истовремено плеше. Долази на аудицију, али не иде. Једног дана, један од плесача емисије, Линк Ларкин (Зак Ефрон), примети је. Он је упознаје са Корнијем, а Трејси убрзо завршава на телевизији. Брзо постаје миљеница публике, али је зли директор канала Велма мрзи и свим силама покушава да је избаци из емисије.

## Улоге
| Глумац          | Улога              |
| --------------- | ------------------ |
| Џон Траволта    | Една Тернблад      |
| Ники Блонски    | Трејси Тернблад    |
| Мишел Фајфер    | Велма фон Тисл     |
| Кристофер Вокен | Вилбур Тернблад    |
| Аманда Бајнс    | Пени Пинглтон      |
| Џејмс Марсден   | Корни Колинс       |
| Квин Латифа     | Мејбел             |
| Алисон Џени     | Пруди Пинглтон     |
| Зак Ефрон       | Линк               |
| Пол Дули        | Хариман Ф. Сприцер |
| Џери Стилер     | господин Пинки     |